# Casearia mollis
Casearia mollis Whistler – gatunek rośliny z rodziny wierzbowatych (Salicaceae Mirb.). Występuje naturalnie na Kubie, w Kolumbii oraz Wenezueli. 

## Morfologia
PokrójZrzucający liście krzew.
LiścieBlaszka liściowa ma kształt od podługowato-eliptycznego do owalnego. Mierzy 2–5 cm długości oraz 1,5–3 cm szerokości, jest nieco ząbkowana na brzegu, ma rozwartą nasadę i ostry wierzchołek. Ogonek liściowy jest nagi i dorasta do 2–5 mm długości.
KwiatySą zebrane w pęczki, rozwijają się w kątach pędów. Mają 5 działek kielicha o owalnym kształcie. Kwiaty mają 10 pręcików.
OwoceMają kulistawy kształt i osiągają 1–2 cm średnicy.

## Biologia i ekologia
Rośnie w lasach zrzucających liście, na terenach nizinnych.